# Чернявська Ксенія Василівна
Ксенія Василівна Чернявська (нар. 10 січня 1955, місто Сміла Черкаської області) — українська радянська діячка, фрезерувальниця Смілянського електромеханічного ремонтного заводу імені Шевченка Черкаської області. Депутат Верховної Ради УРСР 11-го скликання.

## Біографія
Народилася в робітничій родині Шиянів. Освіта середня.
З 1971 року — токар механічного цеху, фрезерувальниця інструментального цеху Смілянського електромеханічного ремонтного заводу імені Шевченка Черкаської області. Ударник комуністичної праці.
Потім — на пенсії в місті Сміла Черкаської області.

## Нагороди
- ордени
- медалі
- медаль «За трудову доблесть»